# Libertas (partido político)
Para la diosa de la mitología romana, véase Libertas (mitología).
Libertas fue un partido político europeo fundado por Declan Ganley centrado en las elecciones al Parlamento Europeo de 2009 del 7 de junio. 
Se definía como un grupo euro-realista, que consideraba la Unión Europea como algo positivo, pero que debía ser perfeccionado. Inició su camino como grupo de presión con la exitosa campaña del “No” en el referéndum de Irlanda sobre el Tratado de Lisboa en 2008. Su objetivo era reformar la Unión Europea y sus instituciones a través de la demanda de una mayor responsabilidad democrática, transparencia y subsidiariedad.
Algunos medios han sufrido confusiones con Forum Libertas, diario digital español de orientación cristiana, fundado en 2004, con quien no tiene relación alguna.

## Precedente: Libertas Institute
Una primera referencia data de 2003, en el artículo publicado por Declan Ganley en la prestigiosa revista Foreign Policy titulado “Tratado Constitucional: Una amenaza a la democracia y cómo evitarla” En él, Ganley sentaba las bases de lo que luego sería Libertas: el deseo de una Europa unificada sobre los valores de la democracia, entendiendo que su principio básico es la participación de los ciudadanos. Criticaba el Proyecto de Constitución Europea, liderado por el antiguo presidente francés Valéry Giscard-d´Estaing, del que afirmaba que era un "intento de la burocracia política" (en contraposición al concepto de "democracia") "de consolidar su control sobre el proceso de toma de decisiones en la UE". Señalaba que el presidente del Consejo tendría el reconocimiento global de "Presidente de la Unión" sin haber sido elegido por los ciudadanos, "cuyo voto y opinión no son requeridos ni deseados". En oposición a esto, Ganley defendía una Unión Europea con un Presidente, un Consejo y unas instituciones responsables ante los ciudadanos. Según su visión del problema, todo ello requería la constitución de partidos verdaderamente pan-europeos que trasladaran el mandato de los ciudadanos a las instituciones europeas y las reformaran para hacerlas más transparentes y democráticas.
Su precedente inmediato es el Libertas Institute Limited, un grupo de presión fundado por Declan Ganley, entre otros, en el año 2006, declarando como objetivo:
"...iniciar y provocar una discusión progresista sobre la Unión Europea, su relevancia para sus Estados miembros y sus pueblos, y su papel a desempeñar en los asuntos mundiales desde la perspectiva de nuestros comunes valores de paz, democracia, y libertad individual y de mercado.
El "Libertas Institute" se compromete a hablar a los corazones y a las mentes de los europeos para sumar a ciudadanos, instituciones y gobiernos en el vital debate sobre el futuro de Europa".
Las primeras propuestas de Libertas estaban orientadas a promover un concurso de ideas a nivel de la Unión Europea para desarrollar alternativas viables a los combustibles fósiles y apoyar con fondos a los mejores proyectos.
En el año 2008 participaron activamente en la campaña previa al referéndum celebrado en Irlanda el 12 de junio de 2008, en el que se sometía el Tradado de Lisboa a su ratificación por parte de los ciudadanos. El "Libertas Institute" defendió con éxito el rechazo al texto, al considerarlo confuso para los ciudadanos, que profundizaba en la poca representatividad de los organismos europeos y que no proponía ni una política energética responsable ni una defensa clara de un mercado libre de distorsiones. El Tratado fue rechazado por un 53,4% de los votos válidos (53,4% para el "No" y un 46,6% para el "Sí"), con una participación del 53,1%.
A partir del éxito en el referéndum, varios de los participantes en la campaña comenzaron a evaluar la posibilidad de crear un partido pan-europeo que propusiera las reformas en la Unión Europea que consideraban necesarias. A partir de ese momento, la página web del Libertas Institute redirige a la web del partido.

## Libertas.eu
Libertas como partido político se formó en 2008 y ha sido reconocido como partido político europeo en 2009.
Libertas celebró una conferencia tras el referéndum en Dublín en la noche del viernes 13 de junio de 2008. 
A ella asistió Jens-Peter Bonde, miembro del Parlamento Europeo (MEP) entre 1979 y 2008, primero en las filas del Danmarks Kommunistiske Parti (DKP) y después en las del June Movement, que cofundó en 1992. Ha publicado más de 60 libros sobre la Unión Europea con la intención de "facilitar al ciudadano la comprensión sobre su funcionamiento", incluyendo algunas ediciones comentadas de tratados de la Unión. Defensor del "No" durante el referéndum irlandés, Bonde más tarde se contó como uno de los principales arquitectos de la transformación de Libertas en un partido político a escala europea.
El 15 de julio de 2008, el programa "News on Two" del canal irlandés RTÉ News informaba de las declaraciones hechas por Ganley en la Heritage Foundation en Washington, sobre la intención de convertir Libertas en un partido político a escala europea. Al día siguiente Ganley confirmó que Libertas estaba recaudando fondos para poder presentar candidatos de toda Europa a las elecciones al Parlamento Europeo de 2009.
Desde ese momento Ganley tuvo una serie de encuentros en varios países europeos con la intención de dar a conocer su proyecto y sondear los posibles apoyos. Al final de ellos abandonó la idea de fundar un partido de cero ante las dificultades que ello representaría y la inminencia de las elecciones, y comenzó a buscar apoyos en partidos existentes que se adhirieran a una serie de principios básicos a nivel europeo, conservando su autonomía en cuestiones locales. El 30 de octubre, Ganley registraba Libertas Party Limited  y Libertas Foundation Limited en Irlanda.
En noviembre de 2008 Libertas abrió una oficina en Bruselas y el partido fue presentado públicamente en diciembre, con la intención de obtener escaños en los 27 países de la Unión Europea en las próximas Elecciones Europeas.
En los meses siguientes Libertas ha ido cerrando candidaturas en diferentes países europeos y el día 1 de mayo celebró en Roma una Convención con todas las candidaturas cerradas hasta el momento.

## Candidaturas
En los diversos países europeos donde se presenta, Libertas lo hace bajo fórmulas diferentes. Básicamente son de tres tipos:
- Candidaturas elaboradas partiendo de cero, apoyadas por un partido nacional creado ex-profeso, que forma parte del partido Libertas o un partido preexistente que se ha integrado en Libertas, cambiando su nombre.
- Partidos coaligados, que proporcionan los candidatos y la implantación nacional, pero no se integran en Libertas.
- Candidatos individuales que se integran en una lista nacional de Libertas sin pertenecer a partido alguno.

Lo más habitual es una candidatura hecha combinando varias de dichas fórmulas, como en el caso de España, donde el cabeza de lista, Miguel Durán Campos se integra a título individual y el resto de la lista está conformado por candidatos provenientes de partidos políticos preexistentes que conservan su identidad y su autonomía a nivel nacional y que comparten los principios básicos de Libertas a nivel europeo, agrupados en la plataforma Ciudadanos de España, liderada por Ciudadanos-Partido de la Ciudadanía (Cs)
Obviamente la mezcla de siglas y de opiniones particulares resultante es de un muy amplio rango de ideologías, que no ayuda a situar ideológicamente a Libertas, pues va desde el ferviente ecologismo del Partido da Terra portugués hasta la sorprendente mezcla de la Liga Polskich Rodzin (LPR), en cuyo ideario conviven el nacionalismo conservador, la oposición al liberalismo social y un programa económico nacionalista y solidarista . Lo único que les une es tener una visión crítica del actual funcionamiento de la Unión Europea. En conjunto, parecen haberse buscado alianzas con partidos dentro de la mayoría ideológica parlamentaria actual de cada país europeo concreto, lo que resulta una mayoría de partidos de centro-derecha y derecha, no pocos de ellos euroescépticos.
La mayoría son partidos pequeños, algunos creados muy recientemente, como en el caso español, lo que puede dar lugar a pensar que, en caso de éxito de Libertas, varios de ellos podrían acabar integrándose de una manera más estable en la organización.
Estos son los partidos miembros de Libertas:

### Partidos miembros
Los partidos miembros son miembros de Libertas.eu. Los candidatos de los partidos miembros son automáticamente candidatos de Libertas.eu a menos que decidan no serlo. El nombre de los partidos miembros sigue el formato "Libertas X", donde X es el nombre del país, p.ej. Libertas Ireland, donde es muy posible que el propio Ganley se presente por la circunscripción Noroeste, donde vive. Una excepción es el caso del Reino Unido, donde tal denominación de partido estaba ya registrada y Libertas se presenta como "Pro-Democracy: Libertas.eu" y "Libertas Northern Ireland".
 Alemania
- Libertas Alemania

 Estonia
- Libertas Estonia

 Irlanda
- Libertas Irlanda

 Países Bajos
- Libertas Países Bajos

 Polonia
- Libertas Polonia

 Reino Unido
- Libertas Reino Unido-Pro-Democracy: Libertas.eu-Libertas Northern Ireland

 Suecia
- Libertas Suecia

### Partidos coaligados
Los partidos coaligados no son miembros de Libertas.eu, pero cooperan electoralmente en listas de Libertas. Los candidatos de los partidos coaligados no son miembros de Libertas a menos que decidan unirse a él de forma individual. Por ejemplo, en el caso de Francia, la candidatura está formada por miembros de los partidos Mouvement pour la France (MPF) y Chasse, Pêche, Nature, Traditions (CPNT). En estos casos los candidatos mantienen su membresía respecto de sus partidos originales y éstos su estatus legal.
 Alemania
- AUF - Partei für Arbeit, Umwelt und Familie (Partei für Arbeit, Umwelt und Familie – Christen für Deutschland, AUF)

 Eslovaquia
- Coalición KDS-OKS

- Partido Conservador Cívico (Občianska konzervatívna strana, OKS)
- Demócratas Conservadores de Eslovaquia (Konzervatívni Demokrati Slovenska, KDS)

 España
- Libertas-Ciudadanos de España
  - Ciudadanos - Partido de la Ciudadanía (Cs)
  - Partido Social Demócrata integrado en Ciudadanos - Partido de la Ciudadanía (PSD)
  - Unión del Pueblo Salmantino integrado en Ciudadanos - Partido de la Ciudadanía (UPSa)

 Francia
- Movimiento por Francia (Mouvement pour la France, MPF)
- Caza, Pesca, Naturaleza, Tradiciones (Chasse, Pêche, Nature, Traditions, CPNT)

 Grecia
- Partido Liberal (Komma Fileleftheron, KF)

 Letonia
- Nuestra Tierra (Mūsu Zeme, MZ)
- Partido de la Equidad Social (Sociālā Taisnīguma Partija, STP)
- Resurrección Letona (Latvijas Atmoda, LA), anteriormente Partido de los Pensionistas y Mayores (Pensionāru un senioru partija, PSP)

 Polonia
- Adelante Polonia (Naprzód Polsko, NP)
- Partido Popular de Polonia «Piast» (Polskie Stronnictwo Ludowe "Piast", PSL Piast)
- Partido de las Regiones (Partia Regionów, PR)
- Liga de las Familias Polacas (Liga Polskich Rodzin, LPR)
- Organización de la Nación Polaca - Liga de Polonia (Organizacja Narodu Polskiego - Liga Polska, ONP-LP)
- Unión Nacional-Cristiana (Zjednoczenie Chrześcijańsko-Narodowe, ZChN)

 Portugal
- Partido de la Tierra (Partido da Terra, PT), anteriormente Movimiento Partido de la Tierra (Movimento o Partido da Terra, MPT)

 República Checa
- Libertas.cz
- Demócratas Independientes (Nezávislí demokraté, NEZDEM)

### Miembros particulares
Los miembros particulares son personas que han elegido unirse a Libertas.eu de forma individual. Los ciudadanos no pertenecientes a ningún partido político nacional pero que son candidatos en una lista de Libertas son considerados automáticamente miembros particulares.

## Libertas en España
El 15 de febrero Declan Ganley concedió una entrevista a ABC en la que anunciaba la intención de Libertas de presentar candidatos en España.
El 15 de abril de 2009 se anunció que en España se presentaría a las elecciones europeas en coalición con Ciudadanos - Partido de la Ciudadanía, con Miguel Durán como cabeza de lista en una candidatura con el nombre de Libertas-Ciudadanos de España. Sus propuestas están recogidas en forma de decálogo.
(Ver también "Declaración de Principios" de "Ciudadanos de España")
(Ver también "Principios rectores del acuerdo político entre Libertas y Miguel Durán")